# Ле Лавассёр, Жак
Жак Ле Лавассёр (фр. Jacques Le Lavasseur; 15 октября 1861, Бордо — около 8 октября 1939, Бордо) — французский яхтсмен, двукратный чемпион летних Олимпийских игр 1900.
На Играх в составе смешанной команды вместе с другим французским яхтсменом Фредериком Бланши и англичанином Эдвардом Уильямом Иксшоу на яхте Olle 22 и 25 мая 1900 года участвовал в двух гонках для яхт водоизмещением от 2 до 3 тонн. В обеих гонках смешанный экипаж занял первое место. Кроме того, этот же экипаж 20 мая 1900 года участвовал в гонках открытого класса, но не смог финишировать.